# 西宮市立高木北小学校
西宮市立高木北小学校（にしのみやしりつ たかぎきたしょうがっこう）は、兵庫県西宮市薬師町に所在する公立小学校。
2022年（令和4年）4月7日現在の児童数は616名、全22学級。

## 沿革
- 2016年（平成28年）4月1日 - 開校。

## 通学区域
- 伏原町、薬師町、林田町(1～8・10・11番)、野間町[1]

※卒業後は基本的に西宮市立瓦木中学校に進学する。

## 通学区域が隣接している学校
- 西宮市立高木小学校
- 西宮市立樋ノ口小学校
- 西宮市立甲東小学校